# Callitris preissii
Callitris preissii es una especie de árbol de las coníferas en la familia Cupressaceae (familia de los cipreses), nativo de  Australia.

## Descripción
Es un árbol o arbusto erecto o de ramas extendidas, o un árbol ramificado atrofiado irregular, a veces con varios tallos, de vez en cuando glauco. Las hojas de 2-4 mm de largo. Piñas femeninas solitarias o varias juntas en ramillas fructíferas a menudo agrupadas, que quedan en las ramas después de su maduración, ovoide a deprimido-globosa, con 20-35 mm diámetro.

## Taxonomía
Callitris preissii fue descrita por Friedrich Anton Wilhelm Miquel y publicado en Plantae Preissianae 1: 643. 1845.
Etimología
Callitris: nombre genérico que deriva de las palabras griegas: 
kallos que significa "hermosa" y treis = "tres""; a causa de la disposición simétrica de las hojas.
preissii: epíteto
 Sinonimia
- Callitris gracilis R.T.Baker
- Callitris gracilis subsp. murrayensis (J.Garden) K.D.Hill
- Callitris preissii subsp. murrayensis J.Garden
- Callitris preissii var. murrayensis (J.Garden) Silba
- Callitris propinqua R.Br. ex R.T.Baker & H.G.Sm.
- Callitris robusta (A.Cunn. ex Endl.) F.M.Bailey
- Callitris suissii Preiss ex R.T.Baker & H.G.Sm.
- Callitris tuberculata R.Br. ex R.T.Baker & H.G.Sm.
- Frenela crassivalvis Miq.
- Frenela gulielmii Parl.
- Frenela robusta A.Cunn. ex Endl.[6]